# Filippo Fossati
Filippo Fossati (Firenze, 7 giugno 1960) è un politico italiano.

## Biografia
Eletto consigliere regionale della Toscana nel 2000 per i Democratici di Sinistra, conferma il proprio seggio in consiglio regionale anche nel 2005 nella lista Uniti nell'Ulivo.
Alle elezioni politiche del 2013 viene eletto deputato della XVII legislatura della Repubblica Italiana nella circoscrizione Toscana per il Partito Democratico.
Nel febbraio 2017 lascia il PD per aderire ad Articolo Uno - Movimento Democratico Progressista.